# The Assembly
The Assembly, brittiskt synthprojekt bildat 1983 i Basildon, England, bestående av medlemmarna Vince Clarke (text, klaviatur, kör), Feargal Sharkey (text, sång) och Eric Radcliffe (produktion).
Clarke startade The Assembly kort efter att Yazoo, bestående av Clarke och sångerskan Alison Moyet, hade splittrats. The Assembly blev en kortlivad konstellation som bara hann släppa en EP innan samarbetet lades ner i brist på framgångar. Låten "Never Never" lyckades dock ta sig in på hitlistorna i flera länder, däribland England och Sverige.
Sharkey var före The Assembly sångare i The Undertones och gav sig senare på en solokarriär, med singeln "A Good Heart" som största framgång.
Clarke grundade Depeche Mode 1980 men är sedan 1985 en del av synthduon Erasure.

## Diskografi
- Never Never / "Stop/Start" (1983) (12" EP)
- "Never Never" / "Stop/Start" (1983) (singel)
- "Never Never" / "Stop/Start" (1996) (cd-singel, återutgivning)